# Sinogeotrupes insulanus
Sinogeotrupes insulanus es una especie de coleóptero de la familia Geotrupidae.

## Distribución geográfica
Habita en Taiwán y Fujian en la (China).